# KEN-JIN
『KEN-JIN』（ケン・ジン）は、1997年4月18日から2005年4月1日まで中国放送（RCCテレビ）で放送されていたバラエティ番組。

## 概要
RCCアナウンサー・横山雄二が企画・立案を担当した深夜番組で、毎回著名人が広島県へ出向いて登場していた。稀に、逆パターンでKEN-JINクルーが東京や大阪へ出向き、有名人と合流して共演することもあった。
北海道テレビ放送の『水曜どうでしょう』などと並ぶローカル深夜番組のひとつであり、事実、TBSにて放送中の番組『うたばん』のローカル有名番組企画にて大泉洋の次に呼ばれたのは、この番組から生まれた「KEN-JIN BAND」（後述）であり、KEN-JINも紹介された。
深夜枠のローカル番組であるにもかかわらず、平均視聴率は6%台をキープしていた が、後述の通り終了の経緯は諸説ある。『KEN-JIN DX』の時代を含めると、深夜番組では異例となる8年間の長寿番組に成長した。これは、当時のRCC自社制作番組の中でも最長である。

## 放送時間
開始時間が0時以降の場合は、前日深夜に放送となる。
| 期間    | 期間    | 放送時間（日本時間）          | 放送時間（日本時間）         |
| 期間    | 期間    | 本放送                        | 再放送                       |
| ------- | ------- | ----------------------------- | ---------------------------- |
| 1997.04 | 2001.09 | 土曜日 00:55 - 01:53（58分）  | （放送なし）                 |
| 2001.10 | 2004.09 | 火曜日 23:55 - 翌0:55（60分） | 土曜日 01:55 - 02:55（60分） |
| 2004.10 | 2005.04 | 土曜日 00:40 - 01:40（60分）  | 水曜日 00:55 - 01:55（60分） |

## 出演者

### レギュラー
- 横山雄二（RCCアナウンサー）
- 有吉弘行（猿岩石）
- 森脇和成（猿岩石、2004年に脱退）
- 劇団ひとり - 2004年、オーディションにより加入。
- KEN-JINギャル
  - KEN-JINギャル4号 土手香那子（どてかなこ） - 最終的に最後まで画面に顔を見せていた。

### サブレギュラー
- 土井よしお（ワンダラーズ）
- 羽賀研二

### ナレーター
- 内海亜子

## 来歴
- 1997年4月18日、横山の企画・立案で深夜ローカル枠として放送開始。
- 2001年、KEN-JIN BAND結成。
- 2004年4月、番組内容をリニューアル。タイトルを『KEN-JIN DX』とする。
- 2004年、猿岩石解散に伴い、森脇が番組・バンドから脱退、新たに劇団ひとりが加入した。
- 2004年4月29日、オリジナルバンド「KEN-JIN BAND」がデビュー
- 2004年6月24日、TBS系『うたばん』で全国ネット初出演を果たす。
- 上記の『うたばん』出演にて、石橋貴明が格安のギャラで来広した。
- 2005年4月1日、8年間というローカル深夜番組長期OAに幕を下ろす。
- 2005年12月31日、大晦日スペシャル『おまえたちは横山チルドレンじゃないのか!?』を放送。
- 2006年、番組が終了した。

## KEN-JIN BAND
- 番組内でMCの横山雄二、有吉弘行、森脇和成により結成。その後森脇が脱退し、劇団ひとりが加入。
- 曲の作成に関わる人物の多くが広島県生まれ。

### ディスコグラフィ

#### シングル
- 「Hungry man」（2001年10月27日、広島限定発売）
  - Hungry man（作詞：横山雄二、作曲・サウンドプロデュース：吉川晃司）　
  - dear（作詞：横山雄二、作曲・サウンドプロデュース：都志見隆）
    - トータルプロデュース・門田大地（RCCプロデューサー）
- 「虹」（2002年5月25日）
  - 虹（作詞：横山雄二、作曲：松ヶ下宏之（Bluem of Youth））　
  - 君の左手（作詞：横山雄二&今泉泰幸（スキップカウズ）、作曲：遠藤肇（スキップカウズ））
  - 虹（オリジナルカラオケ）
  - 君の左手（オリジナルカラオケ）
- 「初恋」（2002年11月27日）
  - （編曲：243、プロデュース：山本淑稀）
- 「ロケット/働クオトコノウタ」（2004年4月29日）
  - ロケット（作詞：横山雄二、作曲：イズミカワソラ、編曲：鈴木秋則（元センチメンタル・バス）&イズミカワソラ）
  - 働くオトコのウタ（作詞：有吉弘行、作曲：劇団ひとり・山本淑稀、編曲：萬Z（量産型））
  - DE-BAYASHI
  - プロデュース：山本淑稀

## 備考
- 深夜枠ということもあってピンクネタも多く、過去のクリスマススペシャルの時には局アナが体操服姿にブルマーを履き、官能小説を朗読するという企画もあった。2004年4月に「KEN-JIN DX」にリニューアルした際、そういったいわゆる「エロ企画」が完全撤廃された（これについては、岡元あつこがゲスト出演した際に横山が公言していた）。にもかかわらず1年で終了した背景には、かねてから視聴者には支持されても中国放送の上層部にはあまり良い顔をされていなかったことがあったらしい（横山の著書『別冊ヨコヤマ』による）。
- 2010年7月21日に放送された『DON!』に有吉弘行がゲスト出演し、『KEN-JIN』時代の有吉の映像が映された。これを見た司会の中山秀征から「俺も出た。あれは酷い番組だった」と言われた。さらにこの放送を見た横山は、さっそくRCCの編成に行き、「秋の特番で復活できませんか?」とお願いすると一蹴されたという[2]。広島ローカルでは一番の視聴率を誇っていたが、打ち切りになった理由は、はっきり聞かされていないという。
- 有吉は、再ブレイク前の数年間はまったく仕事がなかったと話すことが多いが、実はこの『KEN-JIN』だけは長くレギュラー出演していた[1][3]。当時の有吉のギャラは「1本3万円」で、ローカルの深夜番組としても異例の低額だった[1]。『KEN-JIN』は同じ事務所の劇団ひとりもブレイク前にレギュラー出演し「KEN-JIN BAND」として3人で『うたばん』にも出演したことでも知られるが、有吉は売れない時代は上島竜兵に世話になったとしか言わないため、横山は有吉に「上島さんと横山さんに世話になったと言え」というと有吉は「僕的には局アナに世話になったとは恥ずかしくて言えません」と言われたという[4][5]。
- とはいえ有吉は横山を含めた当時の番組スタッフに恩義を感じており、2015年から年1回のペースでRCC製作で全国放送されている特番『有吉カンパニー』などでは、有吉の要望で『KEN-JIN』のスタッフが再結集して制作を手がけていた[1]。同番組では『KEN-JIN』の過去のVTRがインサートされることも多い
  - ただし、2020年はバラエティではなく第30回JNN企画大賞受賞のドキュメンタリー番組『命をつなぐ 動物園、もう一つの誓い』（ナビゲーター：仲間由紀恵、リポーター：市川美織・高田夏帆）が1月18日に放送された[6][7]。